# Melpomene singula
Melpomene singula là một loài nhện trong họ Agelenidae.
Loài này thuộc chi Melpomene. Melpomene singula được Willis J. Gertsch & Wilton Ivie miêu tả năm 1936.